# Lorenzpavillon
Der Lorenzpavillon (auch: Lorenz-Pavillon) ist ein kleiner, im Jahr 1912 eingeweihter, Rundbau im Auer Stadtpark. Er dient als Schmuck und als Wetterschutz bei Spaziergängen im Park und wird von einer Weiheranlage umgeben. In den Jahren 1994/1995 ließ die Auer Stadtverwaltung die gesamte Anlage rekonstruieren und das Dach des Pavillons sowie die Pumpenanlage für die Wasserspiele erneuern. Der Pavillon mit den Wasseranlagen ist seit 1996 Bestandteil des Kulturdenkmals Heidelsberg.

## Namensgebung
Der Pavillon erhielt den Namen zu Ehren von Bernhard Lorenz, der dem Auer Verschönerungsverein seit 1898 vorstand. Lorenz war als Fabrikbesitzer in Aue Ende des 19. Jahrhunderts zu Wohlstand gelangt und unterstützte mit Spenden und aktiver Mitarbeit die Tätigkeit des im Mai 1895 gegründeten Ortsverschönerungsvereins.
Im Inneren des kuppel-überwölbten Monopteros erinnert eine Bronze-Ehrentafel an Lorenz’ Wirken zum Gemeinwohl: „Dieser Tempel ist zu Ehren unseres langjährigen Vorsitzenden Herrn Fabrikbesitzer Bernhard Lorenz erbaut vom Verschönerungsverein i. J. 1912“.

## Geschichte
Der Auer Stadtpark am Heidelsberg entstand ab 1895 als Naherholungsgebiet für die im Zuge der Industrialisierung zugewanderten Arbeiterfamilien. Der Gründer der Maschinenfabrik Hiltmann & Lorenz, Bernhard Lorenz, stiftete das Geld für den Bau des Pavillons.
Die Aktivitäten dafür gingen vom 1895 gegründeten Verschönerungsverein aus, der sich das Ziel gesetzt hatte, „die Stadt hinsichtlich ihrer gemeinnützigen Anlagen zu verschönern und dergleichen Einrichtungen zu schaffen und zu unterhalten“. Die Einweihung der Parkwarte 1905 bildete einen ersten Erfolg für die genannte Zielstellung.
Am 10. August 1912 fand die feierliche Einweihung des Pavillons statt. Dazu versammelten sich Gäste und Mitglieder des Verschönerungsvereins im Inneren des Tempels und enthüllten die Ehrentafel. Ein Vertreter des Vereins verband seine Rede mit der Bitte, die Stadt möge den Pavillon „jederzeit schützen..., damit er Schmuck und Zierde des Stadtparks“ bleibe. Lorenz, der selbst an der Feier teilnahm, dankte dem Verein samt dessen Unterstützern für die Ehrung.
In den 1940er Jahren wurde der Verschönerungsverein aufgelöst, der sich bis dahin auch um den Erhalt des Tempels gekümmert hatte. Seitdem, auch noch nach Kriegsende und in der DDR-Zeit, verfiel der Pavillon und geriet fast in Vergessenheit. Erst nach der deutschen Wiedervereinigung, der Reduzierung der Industrie in Aue und dem Ausbau des Tourismus gewann der Stadtpark wieder an Bedeutung. Im Kommunalhaushalt wurde Geld für die Sanierung vorgesehen, die um 1994/1995 stattfand.

## Architektur, Beschreibung
Der schlichte Rundbau, dessen glockenförmiges Kuppeldach von acht weißen einfachen Rundsäulen getragen wird, entstand ab 1898. Der auf dem Säulenstützring aufliegende überkragende Rand des Daches ist auf der Unterseite kassettenartig gestaltet. Die kupfernen Dachbleche sind mit Rechtecken streifenförmig strukturiert. Neben dem steinernen Bauwerk wurden zugleich ein Wasserspiel und ein kleiner Wasserlauf mit einer hölzernen Fußgängerbrücke darüber angelegt. Der Pavillon, der seitwärts über die Brücke oder über mehrere Stufen von unten erreicht werden kann, steht unterhalb eines Aussichtspunktes vom Stadtpark. Zwischen den Säulen schützt ein schmiedeeisernes Gitter die Besucher vor Unfällen.
Der 1995 umfassend rekonstruierte Pavillon erhielt u. a. ein neues Kupferdach. Die Wasserspiele wurden ebenfalls neu angelegt. Bei der vorangegangenen Sanierung des Heidelsberggeländes hatte die Stadt schon den Wasserlauf erneuert und eine zweite Brücke errichten lassen.